# Innervisions
Innervisions je šestnácté studiové album amerického hudebníka Stevieho Wondera. Vydala jej společnost Tamla Records v srpnu roku 1973. Spolu s Wonderem album produkovali Robert Margouleff a Malcolm Cecil. V hitparádě Billboard 200 se umístilo na čtvrtém místě. Časopis Rolling Stone desku zařadil na 23. příčku žebříčku 500 nejlepších alb všech dob.

## Seznam skladeb
Autorem všech skladeb je Stevie Wonder.
1. „Too High“ – 4:36
2. „Visions“ – 5:23
3. „Living for the City“ – 7:22
4. „Golden Lady“ – 4:40
5. „Higher Ground“ – 3:42
6. „Jesus Children of America“ – 4:10
7. „All in Love Is Fair“ – 3:41
8. „Don't You Worry 'bout a Thing“ – 4:44
9. „He's Misstra Know-It-All“ – 5:35

## Obsazení
- Stevie Wonder – zpěv, elektrické piano, klavír, harmonika, bicí, doprovodné vokály, syntezátor, tleskání, clavinet, perkuse
- Yusuf Roahman – perkuse
- Scott Edwards – baskytara
- Malcolm Cecil – kontrabas
- Dean Parks – kytara
- David T. Walker – kytara
- Clarence Bell – varhany
- Ralph Hammer – kytara
- Larry „Nastyee“ Latimer – konga
- Sheila Wilkerson – bonga
- Lani Groves – doprovodné vokály
- Tasha Thomas – doprovodné vokály
- Jim Gilstrap – doprovodné vokály
- Willie Weeks – baskytara